# Communauté de communes du Lodévois
La communauté de communes du Lodévois est une ancienne communauté de communes française, située dans le département de l'Hérault et la région Occitanie.

## Historique
Elle est créée en 1998. Elle fusionne en décembre 2008 avec la communauté de communes du Lodévois - Larzac ainsi que deux communes isolées, Celles et Saint-Michel, pour constituer la communauté de communes Lodévois et Larzac.

## Territoire communautaire

### Géographie
Elle est située dans la vallée de la Lergue, à l'ouest et au sud de Lodève.

### Composition
Elle regroupait les 11 communes suivantes :
| Nom                    | Code Insee | Gentilé            | Superficie (km2) | Population (dernière pop. légale) | Densité (hab./km2) |
| ---------------------- | ---------- | ------------------ | ---------------- | --------------------------------- | ------------------ |
| Lodève (siège)         | 34142      | Lodévois           | 23,17            | 7 381 (2014)                      | 319                |
| Le Bosc                | 34036      | Boscois            | 28,13            | 1 329 (2014)                      | 47                 |
| Lauroux                | 34132      | Lauroussiens       | 26,42            | 196 (2014)                        | 7,4                |
| Lavalette              | 34133      | Lavalettois        | 8,54             | 61 (2014)                         | 7,1                |
| Les Plans              | 34205      | Planois ou Planols | 18,12            | 292 (2014)                        | 16                 |
| Le Puech               | 34220      | Puechois           | 15,86            | 231 (2014)                        | 15                 |
| Les Rives              | 34230      | Rivois             | 23,79            | 142 (2014)                        | 6                  |
| Romiguières            | 34231      | Romiguiérois       | 3,45             | 27 (2014)                         | 7,8                |
| Roqueredonde           | 34233      | Roqueredondais     | 22,71            | 223 (2014)                        | 9,8                |
| Saint-Félix-de-l'Héras | 34253      | Félissois          | 12,92            | 35 (2014)                         | 2,7                |
| Usclas-du-Bosc         | 34316      | Usclasais          | 4,51             | 190 (2014)                        | 42                 |